# Heinäjärvi (sjö i Finland, Norra Österbotten, lat 65,85, long 28,77)
Heinäjärvi är en sjö i Finland. Den ligger i kommunen Kuusamo i landskapet Norra Österbotten, i den nordöstra delen av landet, 700 km norr om huvudstaden Helsingfors. Heinäjärvi ligger 270,7 meter över havet. Den är 1,69 meter djup. Arean är 65,2 hektar och strandlinjen är 4,05 kilometer lång. Sjön  ingår i Ijo älvs huvudavrinningsområde. 